# Cynanchum tiaratum
Cynanchum tiaratum là một loài thực vật có hoa trong họ La bố ma. Loài này được Malme mô tả khoa học đầu tiên năm 1934.